# الوحيد والفريد آيفان
الوحيد والفريد آيفان هي رواية صدرت عام 2012 من تأليف كاثرين أبلغيت ورسم باتريشيا كاستيلاو. تدور أحداث الرواية حول غوريلا فضية الظهر تُدعى آيفان تعيش في قفص في مركز تجاري، وهي مكتوبة من وجهة نظر آيفان. في عام 2013 فازت الرواية بميدالية نيوبيري . وقد فازت بالعديد من الجوائز الأخرى وهي حاليًا مرشحة للعديد من قوائم القراءة.  تبعه في عام 2020 فيلم الوحيد والفريد بوب، تدور أحداث الفيلم من وجهة نظر أفضل صديق لآيفان، الكلب بوب. نُشر الجزء ثانية، الوحيد والفريد روبي في عام 2023.

## الحبكة
وضعت قصة الوحيد والفريد آيفان في آيكست 8 بيج توب مول بواسطة ألعاب الفيديو. عاش آيفان الغوريلا سيلفرباك، مسجون في بيج توب مول لمدة 9876 يومًا حسب تعداده للأيام التي مرت. يعيش في مجاله، وهو راضٍ عمومًا عن حياته. يشاهد التلفزيون ويأكل الموز ويصنع أعمالا فنية يبيعها المالك. يعيش مع آيفان وستيلا، الفيل بوب والكلب الضال، في المركز التجاري. ستيلا هي أكبر سنًا تعاني من إصابة مزمنة في ساق واحدة وتؤدي بانتظام في العروض اليومية. على عكس آيفان، تتمتع ستيلا بذاكرة قوية ويمكنها تذكر الأماكن التي عاشت فيها من قبل، مثل السيرك حيث تعلمت العديد من حيلها. ومع ذلك، أرادت ستيلا العيش في حديقة، لأن لديهم مساحات أوسع بكثير لمجالاتهم. تعتقد ستيلا أن حدائق الحيوان الجيدة هي الطريقة التي يعوضهم بها البشر.
عندما يتم إحضار روبي الفيلة الصغيرة، إلى بيج توب مول لتعيش مع ستيلا وتتعلم حيلًا جديدة، تبدأ الأمور في التغير. إصابة ستيلا القديمة تسبب لها المرض. قبل أن تستسلم ستيلا لمرضها وتموت، تطلب من آيفان أن يعتني بروبي وأن يجد لها مكانًا أفضل. يعد آيفان بأنه سيعتني بروبي، على الرغم من أنه لا يعرف كيف سيتمكن من القيام بذلك.
بعد وفاة ستيلا، يبدأ إيفان في تذكر حياته قبل إحضاره إلى بيج توب مول وكيف كان الشعور بالحرية فقط لو كان لديه قصص ليرويها لروبي. بينما يحاول ماك، صاحب بيج توب مول، تدريب روبي على القيام بالحيل، يشهد آيفان عن كثب الإساءة التي تتعرضت لها ويبدأ في اتخاذ قرار بشأن كيفية الوفاء بوعده لستيلا.
عندما تُعطي جوليا، ابنة الوصي جورج، لآيفان بعض طلاءات الأصابع، يبدأ في تكوين فكرة عن كيفية مساعدة روبي. كما أنه يغير رأيه في بيج توب مول. لم يعد يفكر في منطقته كمجال له بل كقفص.
يستخدم آيفان فنه لتكوين صورة كبيرة لكلمة "الوطن". بعد أن قامت جوليا بتجميع الرسائل معًا واكتشفت ما يحاول إيفان نقله، ساعده جورج وجوليا من خلال وضعها على لوحة الإعلانات خارج بيج توب مول. عندما يرى الناس ذلك، يبدأون في الاحتجاج على معاملة الحيوانات. يُرسل محققين إلى بيج توب مول وفي النهاية يتم إغلاقه. ثم يُنقل آيفان وروبي والحيوانات الأخرى إلى حديقة الحيوانات. يعيش آيفان في صندوق أبيض لفترة من الوقت، ولا يحصل إلا على زيارات عرضية إلى حديقة الحيوان حتى يتمكن من التكيف مع كونه غوريلا برية، ولكن بعد ذلك يبدأ في العيش مع عائلته الغوريلا الجديدة في حديقة الحيوان. اكتشف لاحقًا أن بوب أصبح حيوان جوليا الأليف، وأنه تم تبنيه هو وروبي من قبل نفس حديقة الحيوان، حيث بدأوا في التكيف مع بيئاتهم الجديدة والحيوانات الأخرى التي يعيشون معها الآن.

## الشخصيات
- آيفان: غوريلا هادئة تعيش في بيج توب مول وفيديو أركيد منذ 27 عامًا. قضى آيفان معظم حياته في مسجونًا، إما بالعيش في منزل بشري أو في المركز التجاري بيج توب مول وفيديو أركيد. إنه لا يتذكر سوى القليل عن حياته قبل الأسر وأصبح راضيًا عن حياته في المركز التجاري. مع تقدم القصة، يقرر آيفان أن حياته ليست مرضية ويعمل على إنقاذ روبي ونفسه من خلال إحضارهما إلى حديقة الحيوان، حيث سيقضيان بقية حياتهما.
- ستيلا: هي فيلة كبيرة كانت تعيش في سيرك متنقل قبل أن تتعرض لإصابة وبيعها لماك. تتمتع ستيلا بذاكرة طويلة وتفضل العيش في حديقة الحيوانات. لقد حصلت على وعد من آيفان بالاعتناء بروبي إذا لم تستطع ذلك. كما أنها ماتت بسبب عدوى في قدمها.
- بوب: كلب ضال يعيش مع آيفان في منطقته. بوب مقتنع بكونه كلبًا ضالًا وليس لديه رغبة في أن يقوم أحد بتبنيه في منزل بشري. بحلول نهاية الكتاب، من الواضح أن عائلة جوليا تستقبله.
- ماك: صاحب المركز التجاري الصغير ومهرج السيرك بدوام جزئي؛ اشترى آيفان من الصيادين الذين أسروه في منزله في أفريقيا. لا يُرى ماك كثيرًا في الكتاب. يبدو أنه رجل جيد عمومًا. ومع ذلك، فإن عمله يفشل ولا يستطيع تحمل تكاليف صيانة المركز التجاري بالطريقة التي اعتاد عليها. أفعاله فيما يتعلق بستيلا وروبي هي التي دفعت آيفان أخيرًا إلى محاولة نقل روبي إلى حديقة الحيوانات.
- جورج: حارس المركز التجاري. جورج رجل طيب يهتم بالحيوانات والمركز التجاري. ومع ذلك فهو لا يستطيع مساعدتهم لأنه يخشى فقدان وظيفته.
- جوليا: ابنة جورج، التي تلهم آيفان ليحب الرسم. تعمل جوليا على مساعدة آيفان في سعيه لنقل روبي والحيوانات الأخرى إلى حديقة الحيوانات.
- روبي: فيلة صغيرة جديدة في المركز التجاري. لقد فقدت روبي والدتها مؤخرًا ولم تتدرب من قبل على حيل السيرك. إن معاملة روبي على يد ماك هي ما دفع آيفان في النهاية لمحاولة إيجاد طريقة لإنقاذها. يمكنها أيضًا معرفة ما إذا كان الناس يكذبون.
- ثيلما: ببغاء يعيش في المركز التجاري.
- كينياني: أنثى غوريلا يلتقي بها آيفان في حديقة الحيوان.
- مايا: مالكة حديقة الحيوان التي أحضرت آيفان وروبي وجميع الحيوانات من بيج توب مول إلى حديقة الحيوان.
- مورفي: أرنب أبيض وظيفته في السيرك أن يتجول في سيارة إطفاء حمراء صغيرة ويرش الناس بخرطوم.

## الإلهام
على الرغم من أن رواية "الوحيد والفريد آيفان" هي قصة خيالية تمامًا، إلا أنها مستوحاة من القصة الحقيقية لإيفان،  الذي عاش في وضع مماثل لمدة 27 عامًا. في النهاية تبنت حديقة الحيوات أتلانتا إيفان في عام1994 

## الاستقبال
حصل الكتاب على مراجعة إيجابية حيث حصل على تقييم 4.25 على موقع جود ريدز.  وفقًا لمراجعات كيركس، "من المناسب أن يروي آيفان حكايته في جمل قصيرة غنية بالصور وملاحظات حادة وأحيانًا فكاهية والتي تكون مفجعة أكثر لإلقاءها البسيط ... هذه القصة الحلوة والمرة قابلة للتصديق ... سوف تلهم جيل جديد من المناصرين." كتب جوناثان هانت في مجلة هورن بوك، "إن اختيار سرد هذه القصة بضمير المتكلم وتجسيد الغوريلا بمجموعة كاملة من الأفكار والمشاعر والعواطف البشرية يطرح أسئلة مهمة على القارئ، ليس فقط حول ما يعنيه أن تكون إنسانًا ولكن أيضًا حول ما يعنيه أن تكون كائنًا حيًا، وأي نوع من القرابة نتشارك جميعًا." كتبت  كارولين فيلان في بوكليست أن "النص، المكتوب بضمير المتكلم من وجهة نظر آيفان، يقوم بعمل جيد في نقل شخصيته وعواطفه وذكائه بشكل واضح بالإضافة إلى خلق إحساس بالآخر من وجهة نظره". "قالت إليزابيث بيرد في  مجلة سكول لايبراري جورنال: "لا يوجد شيء زائد الرِّقّة أو ثمين في هذا الموضوع. مجرد كتابة جيدة واضحة وشخصيات معقدة وقصة من شأنها أن تجعل نشطاء حقوق الحيوان من أكثر القراء خمولًا. لقد كتبت أبلجيت كتابًا حقيقيًا يتحدث عن الأفضل والأسوأ فينا جميعًا." 

## تحويل إلى فيلم
في 9 أبريل 2014، أُعلن أن ديزني قد تقوم بتعديل الكتاب مع أليسون شيرمور لإنتاج فيلم مقتبس من الرواية.  في 6 مايو 2016، أُعلن عن أن مايك نيويل سيخرج الفيلم، ولكن في 1 مارس 2018 استبدل ب بثيا شاروك. تمت كتابة السيناريو بواسطة مايك وايت.  طاقم الفيلم يشمل سام روكويل في دور آيفان، وأنجلينا جولي في دور ستيلا، وبريان كرانستون في دور ماك، وأريانا جرينبلات في دور جوليا، ورامون رودريغيز في دور مساعد ماك، وبروكلين برينس في دور روبي، وهيلين ميرين في دور سنيكرز، وداني ديفيتو في دور بوب، مع إنديرا فارما وإليانور ماتسورا في أدوار غير معلنة. شيرمور، الذي توفي في 19 يناير 2018، سيظل يتمتع بائتمان الإنتاج إلى جانب جولي وبريغهام تايلور. دخل الفيلم مرحلة الإنتاج في الأسبوع الذي يبدأ في 1 مايو 2018  كان من المقرر أصلاً طرحه في دور العرض في 21 أغسطس 2020؛ ومع ذلك، نظرًا لإغلاق المسرح بسبب جائحة كوفيد -19، غُيّر إلى إصدار ديزني+ أصلي كفيديو عند الطلب.

## الروابط الخارجية
- إيفان الوحيد والوحيد في Goodreads
- نعي إيفان على مدونة npr.org

| الجوائز                                 | الجوائز                                                         | الجوائز                                            |
| --------------------------------------- | --------------------------------------------------------------- | -------------------------------------------------- |
| سبقه Dead End in Norvelt                | Newbery Medal recipient 2013 ‏                                   | تبعه Flora & Ulysses                               |
| سبقه Hooper Finds a Family              | Christopher Award 2013 ‏                                         | تبعه Flora & Ulysses                               |
| سبقه Won Ton – A Cat Tale Told in Haiku | Crystal Kite Member Choice Award ‏ for California/Hawaii 2013 ‏   | تبعه Better Nate Than Ever                         |
| سبقه The Pup Who Cried Wolf             | Flicker Tale Children's Book Award for Intermediate Books 2013 ‏ | تبعه I Survived the Battle of the Gettysburg, 1863 |